# Juan Antonio Pezet
Juan Antonio Pezet Rodriguez (ur. 11 czerwca 1809 w Limie, zm. 24 marca 1879 tamże) – wojskowy i polityk peruwiański, prezydent Peru w latach 1863–1865.

## Kariera wojskowa
Juan Antonio Pezet Rodriguez był synem peruwiańskiego lekarza, dziennikarza i parlamentarzysty Jose Pezeta Monela. Na krótko uczył się w kolegium jezuickim w San Carlos. Już w młodym wieku, w 1821 podjął służbę w wojsku, dołączając do sił generała José de San Martín, z którymi uczestniczył w walkach o niepodległość, zostając szybko podporucznikiem, następnie w 1823 porucznikiem. Pod rozkazami Bolivara i Sucre walczył w bitwach pod Junín i Ayacucho w 1824. W 1828 awansował na kapitana. W 1835 w stopniu pułkownika dowodził batalionem strzelców z Rimac w ruchu byłego prezydenta Agustína Gamarry przeciwko Konfederacji Peruwiańsko-Boliwijskiej, po czym został wygnany. Po rozwiązaniu Konfederacji i powrocie do kraju został prefektem Limy i w 1842 uzyskał stopień generała brygadiera. W 1843 uczestniczył w powstaniu Manuela Ignacio de Vivanco przeciw rządowi de Vidala. Został w nim ranny i w 1844 dostał się do niewoli, lecz został ułaskawiony. 
W 1847 został prefektem Arequipa, w 1848 prefektem Moquegua. W 1853 został mianowany inspektorem generalnym i dowódcą Armii Południa podczas wojny z Boliwią w latach 1853–1855. W 1859 został sekretarzem wojny.

## Prezydentura
W 1862 Pezet został wybrany wiceprezydentem, za kadencji prezydenta Miguela de San Román. Po jego śmierci w kwietniu 1863 i następującym okresie zawirowań w Peru, 5 sierpnia 1863 Pezet objął prezydenturę, po Pedro Diez Canseco. 
W tym okresie zawiązał się konflikt Peru z Hiszpanią, próbującą odzyskać dawne wpływy w swoich byłych koloniach. Hiszpania wystąpiła z roszczeniami finansowymi względem Peru i dla wywarcia nacisku, eskadra okrętów hiszpańskich zajęła 14 kwietnia 1864 ważne dla ekonomii peruwiańskiej wyspy Chincha. Prezydent Pezet zajmował chwiejną postawę wobec żądań. 25 stycznia 1865 hiszpańskie okręty pojawiły się przed portem Callao, wystosowując ultimatum. Prezydent Pezet uległ przed groźbą i uznał żądania hiszpańskie, rozpoczynając negocjacje za pośrednictwem generała Manuela Ignacio de Vivanco. Wstępny traktat, podpisany 27 stycznia, przewidywał m.in. zapłatę Hiszpanii 3 milionów peso za zwrot wysp. Postępowanie Hiszpanii i ustępstwa rządu wywołały wielkie niezadowolenie w Peru, na skutek czego 28 lutego 1865 wybuchło powstanie antyrządowe (Restauradora Revolution) pułkownika Mariano Ignacio Prado. 25 kwietnia 1865 Pezet utracił władzę na rzecz Prado, lecz następnie 24 czerwca 1865 objął ją ponownie. Powstanie jednak zakończyło się zwycięsko i ostatecznie 8 listopada 1865 Pezet ustąpił z urzędu, po czym wyemigrował do Anglii, osiedlając się w Richmond.
Powrócił do Peru w 1871, zmarł 24 marca 1879 w Chorrillos. 